# Turneul Campionilor ATP 2015 – Dublu
Bob și Mike Bryan erau campionii en-titre, dar au fost învinși în semifinale de Jean-Julien Rojer și Horia Tecău.

## Participanți
1. Bob Bryan /  Mike Bryan (Semifinale)
2. Jean-Julien Rojer /  Horia Tecău
3. Ivan Dodig /  Marcelo Melo (Semifinale)
4. Jamie Murray /  John Peers (Grupă)
5. Simone Bolelli /  Fabio Fognini (Grupă)
6. Pierre-Hugues Herbert /  Nicolas Mahut (Grupă)
7. Marcin Matkowski /  Nenad Zimonjić (Grupă)
8. Rohan Bopanna /  Florin Mergea

## Echipa de rezervă
1. Alexander Peya /  Bruno Soares (Nu au jucat)

## Turneul

### Faza eliminatorie

#### Semifinale
Rohan Bopanna /  Florin Mergea -  Ivan Dodig /  Marcelo Melo 6-4, 6-2
 Jean-Julien Rojer /  Horia Tecău -  Bob Bryan /  Mike Bryan 6-4, 6-4

#### Finala
Rohan Bopanna /  Florin Mergea  -  Jean-Julien Rojer /  Horia Tecău  4-6, 3-6

### Grupe

#### Grupa Ashe/Smith
|   |                      | Bryan                       | Murray Peers               | Bolelli Fognini       | Bopanna Mergea   | Grupă V-Î | Set V-Î     | Game V-Î      | Loc |
| - | -------------------- | --------------------------- | -------------------------- | --------------------- | ---------------- | --------- | ----------- | ------------- | --- |
| 1 | Bob Bryan Mike Bryan | -                           | 6-7(5-7), 7-6(7-5) [16-14] | 6-3, 6-2              | 4-6, 3-6         | 2-1       | 4-3(57,1%)  | 33-30(52,4%)  | 2   |
| 3 | Murray Peers         | 7-6(7-5), 6-7(5-7), [14-16] |                            | 7-6(7-5), 3-6, [11-9] | 3-6, 6-7(5-7)    | 1-2       | 3-5 (37,5%) | 33-39 (45,8%) | 3   |
| 6 | Bolelli Fognini      | 3-6, 2-6                    | 6-7(5-7), 6-3, [9-11]      |                       | 6-4, 1-6, [10-5] | 1-2       | 3-5 (37,5%) | 25-33 (43,1%) | 4   |
| 8 | Bopanna Mergea       | 6-4, 6-3                    | 6-3, 7-6(7-5)              | 4-6, 6-1, [5-10]      |                  | 2-1       | 5-2 (71,4%) | 35-24 (59,3%) | 1   |

Clasamentul este determinat de: 1) Numărul de victorii; 2) Numărul de game-uri; 3) Dacă doi jucători vor fi la egalitate se va lua în considerare rezultatul direct; 4) Dacă trei jucători vor fi la egalitate se va lua în considerare procentajul de seturi câștigate, apoi de game-uri câștigate, apoi rezultatele directe; 5) Clasamentul ATP

#### Grupa Fleming/McEnroe
|   |                    | Rojer Tecău   | Dodig Melo            | Herbert Mahut         | Matkowski Zimonjić | Grupă V-Î | Set V-Î     | Game V-Î      | Loc |
| - | ------------------ | ------------- | --------------------- | --------------------- | ------------------ | --------- | ----------- | ------------- | --- |
| 2 | Rojer Tecău        |               | 6-4, 7-6(7-3)         | 6-4, 7-5              | 6-2, 6-4           | 3-0       | 6-0(100%)   | 38-25(60,3%)  | 1   |
| 4 | Dodig Melo         | 4-6, 6-7(3-7) |                       | 3-6, 7-6(7-4), [10-7] | 3-6, 7-5, [10-6]   | 2-1       | 4-4 (50,0%) | 32-36 (47,1%) | 2   |
| 5 | Herbert Mahut      | 4-6, 5-7      | 6-3, 6-7(4-7), [7-10] |                       | 5-7, 6-3, [10-8]   | 1-2       | 3-5 (37,5%) | 33-34 (49,3%) | 3   |
| 7 | Matkowski Zimonjić | 2-6, 4-6      | 6-3, 5-7, [6-10]      | 7-5, 3-6, [8-10]      |                    | 0-3       | 2-6 (25,0%) | 27-35 (43,5%) | 4   |

Clasamentul este determinat de: 1) Numărul de victorii; 2) Numărul de game-uri; 3) Dacă doi jucători vor fi la egalitate se va lua în considerare rezultatul direct; 4) Dacă trei jucători vor fi la egalitate se va lua în considerare procentajul de seturi câștigate, apoi de game-uri câștigate, apoi rezultatele directe; 5) Clasamentul ATP

## Legături externe
- en Site web oficial